# Мис вдови

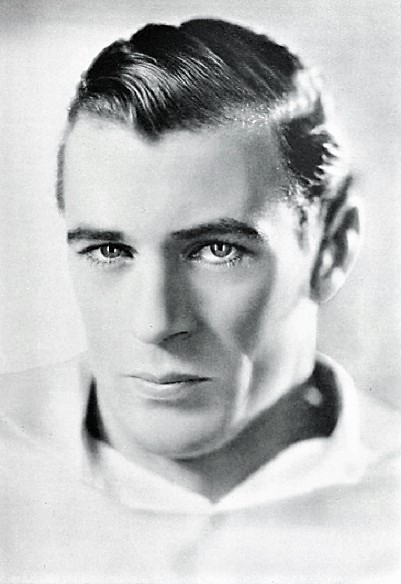
У актора Гері Купера був характерний мис вдови.

Мис вдови — це характерна V-подібна точка на лінії росту волосся на центрі чола. Ріст волосся на лобі пригнічений в двосторонній парі періорбітальних полів. Без мису вдови ці поля з'єднуються в середині чола, утворюючи пряму лінію волосся. Мис вдови виходить, коли точка перетину на лобі верхніх периметрів цих полів знаходиться нижче звичайної.

## Визначення
Мис вдови — це чітка точка на лінії волосся на центрі чола; має різні ступені. Це приклад домінантної успадкованої риси, немає наукових досліджень, які підтверджують це.

## Етимологія

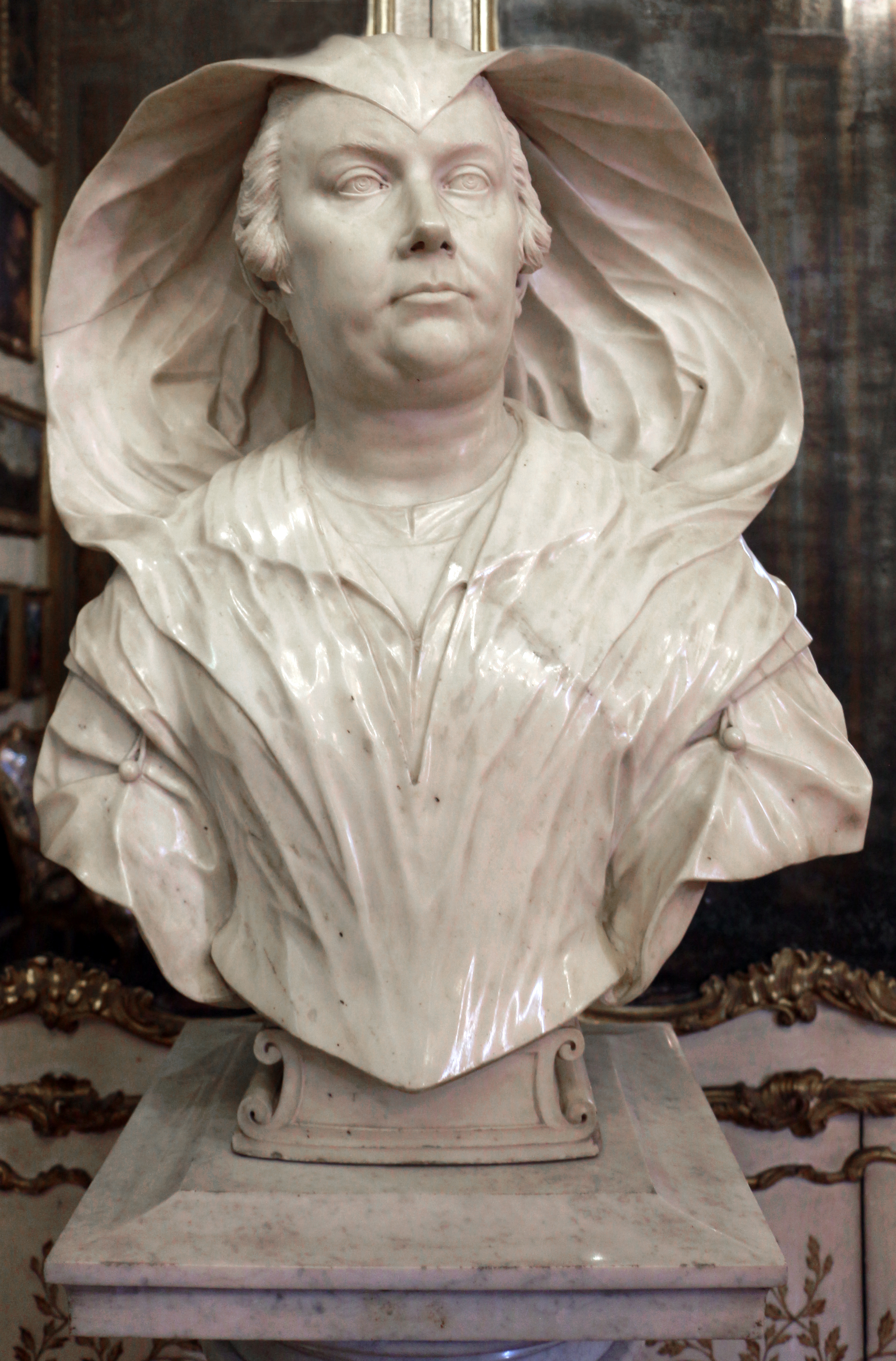
Скульптура Олімпії Майдалчіні в капюшоні вдови.

Цей термін походить від вірування в те, що волосся, яке росте до точки на лобі — це свідчить про пік капюшона вдови — є ознакою раннього вдівства. Використання назви стосовно волосся датується 1833 роком. Пік образу вдови датується 1849 роком. Використання назви може стосуватися «дзьоба» головного убору, зокрема характерного капюшона із загостреною частиною спереду — біквоке — який вдови носили як траурний капюшон, починаючи з 1530 року. Інше пояснення походження фрази припускає, що вона може бути пов'язана з траурними ковпаками, які носили ще в 16 столітті. Траурна кепка або «Кепка Марії Стюарт» — це шапка, яка має дуже характерну трикутну складку тканини посередині чола, що створює штучну вдовиний козирок. Використання піку, що відноситься до точки на тканині, що покриває чоло, датується принаймні 1509 роком, коли воно з'являється в Олександрі Барклаї «Шип Фоліса»:
І ви, джентильські змії, яких ця непристойна порок засліплює Лазером на спині: ваші піки височать.

## Причини
Елі Гув Хінтоніт і М. Майкл Коен висунули гіпотезу про те, що лінія росту волосся у вдови є аномалією, яка є результатом нижчої, ніж зазвичай, точки перетину двосторонніх періорбітальних полів пригнічення росту волосся на лобі. Це може статися тому, що періорбітальні поля пригнічення росту волосся менші, ніж зазвичай, або тому, що вони розташовані ширше. Велика відстань також пояснює зв'язок між очним гіпертелоризмом — тобто аномально віддаленими очима — і пиком вдови; це було запропоновано результатами незвичайного випадку очного гіпертелоризму, в якому ріст навколишнього волосся на голові був пригнічений ектопічним (зміщеним) оком. У деяких випадках горбки Вдови є симптомом синдрому Доннаї-Барроу, рідкісного генетичного захворювання, спричиненого мутаціями в гені LRP2. Інші генетичні синдроми, іноді пов'язані з вдовиними піками, включають синдром Ваарденбурга та синдром Аарскога.
Мис Вдови трохи частіше зустрічаються у чоловіків, хоча в останніх дослідженнях виявилося, що ця різниця не є статистично значущою. Дослідження серед етнічної групи Ізоко в Нігерії виявили, що 15,45 % чоловіків мали пік вдови порівняно з 16,36 % жінок.

## Примітні приклади

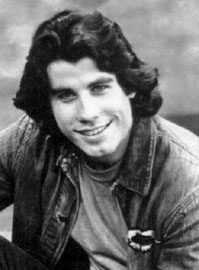
Вдовиний мисик на чолі у Джона Траволти

Серед людей із природними вдовими вершинами є співаки Даміано Девід, Алекс Тернер, Лорен Джарегі, Джек Уайт, Гаррі Стайлз, Кортні Кардашьян, Кет Б'єлланд, Ребекка Блек і Зейн Малік, шестиразовий чемпіон світу зі снукеру, Рей Рірдон (на прізвисько Дракула), професіонал тенісист Тейлор Фріц, актори Кріс Гемсворт, Кіану Рівз, Кіт Гарінгтон, Леонардо Ді Капріо, Джон Траволта, Грейс Келлі, Блейк Лайвлі, Френ Дрешер, Ріта Хейворт, Мерилін Монро, Енді Гарсія, Колін Фаррелл, Джеймс Родей, Рекха, Люк Еванс і модель Хамза Алі Аббасі, а також політики Пол Раян, Рональд Рейган та Ендрю Джексона.
Ряд вигаданих людей має пік вдови. У фільмі ця риса часто асоціюється з лиходієм або антагоністом; Прикладом є граф Дракула. Едді Манстер — з телевізійної програми The Munsters — також мав цю характерну лінію волосся. Ще один лиходій, зображений із зачіскою вдови, — Джокер із коміксів і фільмів про Бетмена. Namor, Sub-Mariner вже давно має цю функцію. Вегета з франшизи Dragon Ball відомий своїм піком вдови. Ганнібал Лектер неодноразово описується як такий у романах, де розповідається про його історію. Оригінальні ілюстрації Шерлока Холмса представляють знаменитого детектива з видатним пиком вдови, як і всі малюнки Пітера Паркера, співавтора Людини-павука Стіва Дітко, а також ескіз Джеймса Бонда, особисто замовлений автором Ієном Флемінгом. Герой «Кримінального чтива» Док Севідж також мав цю рису волосся. Оберін Мартелл із романів Джорджа Р. Р. Мартіна «Пісня льоду й полум'я» описується як такий, що має видатний пік вдови.
Крім того, показано, що вдовині миси добре підходять для політиків. Згідно з дослідженням Шона Розенберга з Університету Каліфорнії в Ірвайні, «піки вдови (хоча більше для жінок-кандидатів) були однозначно позитивними. Це асоціювалося з тим, що його вважали більш компетентним і чесним».